# Červená želva
Červená želva (francouzsky La Tortue rouge, japonsky レッドタートル ある島の物語) je francouzsko-belgicko-japonský animovaný film z roku 2016, který natočil Michael Dudok de Wit. Snímek měl světovou premiéru na filmovém festivalu v Cannes dne 18. května 2016.

## Děj
Muž ztroskotá na pustém ostrově, kde se setká s tajemnou červenou želvou, která se promění v ženu.

## Ocenění
- Fondation Gan pour le cinéma: Zvláštní cena
- Filmový festival v Cannes: Speciální cena v sekci Un certain regard
- Cena Jeana Lescura pro umělecký film
- Écran total: cena publika
- Cena Magritte: nejlepší zvuk
- European Animation Awards: Emile Awards pro nejlepší scénář a pro nejlepší animaci postav
- César: nominace na nejlepší animovaný film
- Oscar: nominace na nejlepší animovaný film